# 澁谷省吾
澁谷 省吾（しぶや しょうご、1951年（昭和26年）2月6日 -）は、平成期の日本の実業家。日本の建設会社、エンジニアリング会社である千代田化工建設の社長を務めた。

## 経歴・人物
山口県に生まれる。1976年（昭和51年）大阪大学工学部大学院応用物理学修士課程修了後、千代田化工建設入社。主に制御設計のエンジニアとして実績を積む。2009年（平成21年）執行役員エンジニアリング本部長兼パワープラント室長、2011年（平成23年）取締役常務執行役員技術部門長を経て2013年（平成25年）4月1日に社長に就任。その後、2017年（平成29年）に相談役に退き、山東理二が新社長として就任するまで中垣啓一が社長代行を務めた。